# Nanjing, Zhangzhou
Nanjing är ett härad inom staden Zhangzhou på prefekturnivå i provinsen Fujian i sydöstra Kina.
Nanjing är indelat i elva köpingar (zhen).
- Chuanchang (船场镇)
- Fengtian (丰田镇)
- Hexi (和溪镇)
- Jingcheng (靖城镇)
- Jinshan (金山镇)
- Kuiyang (奎洋镇)
- Longshan (龙山镇)
- Meilin (梅林镇)
- Nankeng (南坑镇)
- Shancheng (山城镇)
- Shuyang (书洋镇)